# Sijan Kaan
Sijan Kaan (majanski za „Kolijevka neba”) je rezervat biosfere koji je osnovala neprofitna i nedržavna grupa za zaštitu životne sredine u opštini Tulum, u meksičkoj saveznoj državi Kintana Ro, na istočnoj obali Jukatana, s ciljem zaštite njegove bioraznolikosti. Od 1986. godine je postao nacionalni park, a na Uneskov Spisak mesta svetske baštine u Americi je upisan odmah 1987. godine kao izuzetno bogato životno stanište velike bioraznolikosti. Ovaj kompleksni hidrološki sistem tropskih šuma, mangrova i močvaraa ispresecanih koralnim grebenima obiluje pomorskom florom i faunom s više od 300 vrsta ptica koje žive zajedno s velikim brojem karakterističnih kopnenih kičmenjaka.
Estetika i lepota Sijan Kaana proizlaze iz relativno nenarušenog interfejsa mora i kopna duž dobro očuvane obale. Mozaik elemenata pejzaža je raznovrstan u oblicima, formama i bojama, i pruža intrigantne poglede i impresije. Značajni i retki prirodni fenomeni uključuju „kenote”, vodom ispunjene prirodne vrtače u kojima su smeštene specijalizovane zajednice života i „petenesi”, ostrva od stabla koja izranjaju iz močvare. Oba su povezana podzemnim slatkovodnim sistemima, koji zajedno formiraju dragoceno i krhko blago za buduće generacije.

## Odlike
Sijan Kaan leži na delom potopljenoj krečnjačkoj dolini koja čini deo dugog koralnog grebena istočne obale Srednje Amerike, ulavnom nastalog toekom pleistocena. Ono je delom na kopnu, a delom u Karipskom moru, te pokriva površinu od oko 5,280 km², ograničenu koralnim grebenom koji je smešten oko 50 m istočno od obale, močvarama i polu-zimzelenom šumom na jugoistoku i uščima reka Četumal i Espiritu Santo na jugu. Severnu i severozapadnu granicu mu čine poljoprivredni posedi seoskih zadruga.
Na području Sijan Kaana nalaze se i brojne prirodne jame (cenotes), karakteristične za Jukatan i Floridsko poluostrvo. Geološki rasedi takođe presecaju rezervat u pravcu severoistok-jugozapad. Zbog toga je malo slatke vode na površini, jer se ona u ovom složenom hidrološkom kompleksu vrlo brzo filtrira kroz brojne plićake, rendzine i saskab (granulirni belkasti i lomljivi krečnjak), te na kraju nestaje u brojnim podzemnim kanalima. Zbog tvrdoće tla, vode rezervata su neobično bistre, a tlo je nepovoljno za poljoprivredu.
U nepopljavljenim područjima raste polu-zimzelena šuma s mnogo palmi, dok u popljavljenima područjima niska mangrova šuma čini pojedinačna „ostrva” (petenes) na delićima crne zemlje. Trava se može naći samo između mangrova, na severnim i južnim područjima niskog saliniteta. Pešćane dine se protežu 64 km u dužinu, gde je uzgoj uvedenog kokosa zamenio autohtoni mahagoni, crveni i beli kedar sa oko 60%.
Sveukupno u rezervatu obitava 550 kopnenih i 843 vodenih kičmenjaka. Od 103 vrste sisara, tu obitavaju velike mačke: jaguar, puma, ocelot, margaj (Leopardus wiedii) i jaguarundi (Puma yagouaroundi); te drugi sisari kao što su: srednjoamaerički tapir (Tapirus bairdii), karipski lamantin (Trichechus manatus), paukoliki majmun , majmun drekavac (Alouatta), kinkažu (Potos flavus), belorepi jelen (Odocoileus virginianus), belousni pekari (Tayassu pecari), pegava paka (Cuniculus paca), tajra i šareni mravojed (Tamandua tetradactyla), i dr.
Tu žive i brojne morske životinje, kao i veliki broj ptica selica, te 16 vrsta guštera i 42 vrste reptila i vodozemaca (uključujući četiri od šest srednjoameričkih vrsta kornjača, ali i poneki meksički i američki krokodil). Međutim, najveći je broj ptica kao što su: fregati (Fregata), vranci, ružičasta žličarka, ružičasti plamenac i žabiru čaplja (Ephippiorhynchus asiaticus).
Na ovom području nalaze se i 23 arheološka lokaliteta kulture Maja, od kojih je najpoznatiji Mujil (Čunjasče) koji je jedno od najstarijih naselja Maja na Jukatanu (350. p. n. e.-1200). U njegovoj blizini, na severu rezervata, je nedavno otkriveno 24 km drevnih majanskih veštačkih kanala.

## Biološke vrste
Ovaj spisak obuhvata deo vrsta koje žive u Sijan Kaanu:
- (Jukatanski crni drekavac)[12][13]
- (Jukatanski papagaj)[14][15][16]
- (velika plava čaplja)[17][18][19]
- (crnoruki pauk majmun)[20][21]
- (američki krokodil)[13][22] ref=[23]
- (meksički krokodil)[13][23][24]
- (crna iguana)[25][26][27][28]
- (pegava paka)[29][30][31]
- (srednjoamerički aguti)
- (tajra)
- (crni brzan)
- (žabiru)
- (ocelot)
- (margaj)
- (paunastolika ćurka)
- (američka roda
- (belonosi koati)
- (jaguar)
- (smeđi pelikan)
- (neotropni kormoran)
- (američki flamingo)
- (kinkadžu)
- (puma)
- (jaguarundi)
- (prstenastokljuni tukan)
- (kraljevski lešinar)
- (tamandua)
- (Bejrdov tapir)
- (belousni pekari)